# Dizionario biografico russo
Il Dizionario biografico russo (in russo Русский биографический словарь?, Russkij biografjčesckij slovar') è un dizionario biografico in lingua russa pubblicato dalla Società storica russa (in russo Императорское Русское историческое общество?, Imperatorskoe Russkoe istoričesckoe obščestvo) a cura di un collettivo con Aleksandr Polovcov come caporedattore. Il dizionario fu pubblicato in 25 volumi dal 1896 al 1918 ed è considerato uno delle migliori fonti biografiche russe per il XIX e i primi anni del XX secolo.